# Бодрово
Бодрово е село в Южна България. То се намира в община Димитровград, област Хасково.

## География
При поглед на географска карта на България е видно, че селото заема триъгълник от полите на Родопа, който се вдава като клин срещу Чирпанска Средна гора и затваря на запад Пловдивското поле, а на изток – Старозагорското поле. Селото отстои на 16 км от гр. Първомай в югоизточна посока и на 28 км от гр. Хасково в западна посока. Близо до Бодрово се намират Хасковските минерални бани. Край селото минава река Кайлийка.
Теренът на селското землище е хълмист и неравен, изпълнен с разнообразни гори, дерета, скрити малки равнинки, дъбрави, много мери и ливади. Климатът на селото е умереноконтинентален, с много чести летни засушавания. Валежите са в рамките на 650 литра на квадратен метър и са неравномерно разпределени през годината.
Най-честите ветрове са западните, наречени от бодровци „Поряза“, южните са наречени „Белите ветрове“ – те освен, че стопяват бързо снега, нанасят щети на пролетните култури. Тези ветрове идват винаги от югоизток и донасят много дъжд. Източният вятър духа по-рядко през годината, наречен е от бодровци „долняка“, духне ли – идва студ, дъжд или сняг.

## История
В бившата Хаджиелеска околия /Борисовград, гр. Първомай/ Апостола на свободата е основал три революционни комитета в селата Дебър, Новаково и Бодрово с председател поп Делчо Тенев.  В петте войни за освобождение и обединение на България от 1885 г. до 1945 г. с. Бодрово дава 103 загинали войници и офицери.  При избухването на Балканската война двама души от село Бодрово са доброволци в Македоно-одринското опълчение. Наградени с кръст „За храброст“ са: Георги М.Найденов и Бою Динков.

## Културни и природни забележителности
В село Бодрово има пет православни храма:
- църква „Свети Георги Победоносец“ обявена за архитектурен и художествен паметник на културата
- манастир с аязмо „Св. св. Константин и Елена“
- малка църква „Свети Георги“ – параклис на висок хълм северно от селото
- аязмо „Света Троица“
- аязмо „Света Теодора“

„Тенчовия дъб“ намиращ се в местността „Кавак дере“, е на 735 г. и е защитен природен обект обявен в ДВ, брой 79 от 1981 г.
На около километър от селото се намира извор, наречен „Чучура“, който е превърнат в чешма, според надписа на нея – на 16 юни 1868 г. В подножието на „Чучура“ се намира малък естествен вир, наречен от местните „Вира“, и е място за риболов.

## Редовни събития
Всяка година в началото на лятото се провежда събор на жителите на селото, известен като „Еленка“. На това събитие се събират семействата на местните жители и техни приятели. По обичай всяко семейство коли агне, което се приготвя с плънка ориз и се пече на фурна.

## Личности
- Стойчо Кузмов Стоев (02 октомври 1919 – 18 ноември 1985) – народен музикант, кларинетист, основател и ръководител на „Първомайската група“;
- Тошо Гочев Карагочев – художник и иконописец;
- Грозьо Иванов Грозев – учител, краевед, написал „История на с. Бодрово“, том 1 и 2.
- Хаджи Георги, родолюбец, инициатор за построяване на църквата „Св. Георги“, укривател на Ангел войвода, в къщата му са отсядали Минчо Вазът и Иван Вазов
- Петко Чакъра и Иван Чакалов, четници в четата на Капитан Петко войвода през 1868 – 1870 г. и 1875 – 1879 г. Вземат дейно участие в защитата на родопските села след бунта на Сенклер – 1878 г.
- Благой Ангелов, р. 07.08.1881 г. Той е един от четиримата българи, слушали знаменития „Курс по обща лингвистика“ на основателя на структурализма Фердинанд дьо Сосюр (1857 – 1913) (Вж. Веселинов, Д. Българските студенти на Фердинанд дьо Сосюр. София, Сиела, 2008, с. 208 – 218)

## Други
В селото живеят основно етнически българи, но има и цигани.